# Евронота
Евронота (англ. Euronote, note — краткосрочная) — краткосрочное обязательство с плавающей процентной ставкой. Размещается на евровалютном рынке (не путать с рынком еврозоны). Выпускаются с гарантиями банка для обеспечения кредитов в среднесрочном периоде.
Евроноты выпускаются на срок от 3 до 8 месяцев и базируются на LIBOR (с премией за банковские услуги). Фактически евроноты представляют собой краткосрочные ценные бумаги и используются преимущественно для предоставления среднесрочных кредитов. Эмитенты заключает соглашение с банками, по которому те обязуются выкупать у них евроноты в течение 5-10 лет по мере окончания срока предыдущего выпуска, что гарантирует заёмщикам среднесрочное кредитование.
Евроноты бывают глобальными и универсальными, отличающемися тем, что инвесторам выдаются свидетельства на предъявителя.
Также существуют среднесрочные евроноты (англ. Medium Term Notes, MTN), представляющие собой именные обязательства выпускаемые на срок от нескольких месяцев до пяти лет и адресованные определённым инвесторам. Подобные займы помогают экономить на комиссионных за андеррайтинг.